# Steckbrief eines Unerwünschten
Steckbrief eines Unerwünschten ist ein Episodenfilm des Fernsehens der DDR von Joachim Kunert aus dem Jahr 1975 nach Motiven dreier Geschichten des Enthüllungsjournalisten Günter Wallraff.

## Handlung

### Episode 1:Fürstmönch Emmeram und sein Knecht W.
In der ersten Episode suchen Günter Wallraff, alias Ivo Wrede und sein Freund Wolfgang, alias Herbert ein Mitglied der reichsten Familien der Bundesrepublik in Prüfening bei Regensburg auf, es ist der Fürst Emanuel von Thurn und Taxis. Da er in der Erbfolge seiner Familie als Regierender Fürst nicht in Betracht kommt, erklärt er sein 100 Zimmer-Schlösschen zum Kloster, sich selbst zum Prior und nennt sich seitdem Pater Emmeram. Ein von ihm verfasster Rund- und Bettelbrief zur Erweiterung seines klösterlichen Gebietes, brachte Wallraff auf die Spur des Mitglieds der Milliardärs-Familie und will vor Ort die Zusammenhänge untersuchen.
Gemeinsam bewerben sich Ivo und Herbert bei Pater Emmeram als Mönche in dessen Kloster, doch dieser ist misstrauisch und lässt die beiden abblitzen, obwohl ihm von einer großen Erbschaft berichtet wird. Die folgenden Tage interviewen sie viele Bürger der Stadt Regensburg und stellen fest, dass die ganze Stadt in der Hand der Familie Thurn und Taxis ist, ob es sich um Wohnungen, kulturelle Einrichtungen, den Wald oder um Bier handelt. Auch am Kloster verdient die ganze Familie, allein durch die steuerlichen Vergünstigungen, wie Wallraff mit der Satzung des Klosters als eingetragener Verein mit gemeinnützigen, mildtätigen und kirchlichen Aufgaben nachweist.
Ein erneutes Vorsprechen bei Pater Emmeram bringt nach der Erwähnung, dass die Erbschaft fast 100.000 DM beträgt, den gewünschten Erfolg. Ivo und Herbert werden als Laienmönche aufgenommen und erhalten auch eine Unterkunft, wofür sie aber auch kräftig arbeiten müssen. Besonders Wallraff gewinnt das Vertrauen des Paters und erhält auf diese Weise einen kleinen Einblick in den Betrieb des Klosters und die finanziellen Unterstützungen, die es bekommt. Ihren Abschied vom Kloster begehen die beiden Mönche, indem Günter Wallraff mittels Lautsprecher eine Rede als Gott vom Boden der Kapelle erschallen lässt, in der Pater Emmerams Verhalten und das der Familie Thurn und Taxis verurteilt wird.

### Episode 2:Melitta-Report
In der zweiten Episode fährt Günter Wallraff, alias Hans Müller nach Minden in Nordrhein-Westfalen, um zu überprüfen, ob man sich bei Melitta wirklich so wohl fühlt, wie die Werbung es verspricht. Bekannt wurde der Betrieb des ehemaligen NSDAP-Mitglieds und SS-Obersturmbannführers Horst Bentz durch seine Erfolge in der Kaffee- und Kaffeefilter-Produktion. Bereits bei der Anmeldung wurde Hans Müller darauf hingewiesen, dass die Personalabteilung dort Sozialabteilung heißt. Deren Leiterin Melitta Feistkorn, eine Cousine von Bentz, machte ihn mit den Bestimmungen des Betriebes vertraut. Vor allen Dingen ist das betriebseigene Gesetz Block und Blei des Firmeninhabers für alle Beschäftigten verbindlich. Zusammengefasst kann man sagen, dass der Angestellte keinerlei Rechte hat, alle Aufträge der Vorgesetzten ohne Diskussion auszuführen sind, die Mitarbeiter überwacht werden, im ganzen Haus Rauchverbot herrscht sowie vieles andere mehr und diese Hausordnung mit der Bibel gleichzusetzen ist. Hans Müller wird mit einer Probezeit von 10 Jahren und der Aussicht auf eine anschließende Festanstellung im Versand des Betriebes angestellt.
Natürlich gelingt es Günter Wallraff auch hier, mehrere Kollegen als Verbündete und Informanten für seine Recherchen zu finden. Durch einen Direktor des Hauses wird die wahre Identität Wallraffs aufgedeckt, was zu seiner Entlassung führt. Vorher wird er aber noch davor gewarnt, seine Erkundungen zu veröffentlichen. Es beginnt mit der Androhung einer Anzeige, weil er die Unterschrift bei der Einstellung gefälscht hat und der Drohung mit einem Prozess bei einer Veröffentlichung seiner Erkenntnisse, jedoch wird auf jeden Fall eine Art Steckbrief über seine Person an alle großen Betriebe der Bundesrepublik gesendet.

### Episode 3:Mahlzeit, Herr Direktor
In der dritten Episode fährt Günter Wallraff, alias Friedrich-Wilhelm Gies nach Köln, um sich beim Gerling-Konzern zu bewerben, dessen Besitzer und somit Chef von über Zehntausend Beschäftigten Dr. Hans Gerling ist. Er gibt an, dass er zuletzt als freischaffender Maler tätig war und jetzt eine feste Beschäftigung zur sicheren Versorgung seiner Familie sucht, für die Malerei ist ja dann noch nach Feierabend Zeit. Der Chef des Personalbüros gibt ihm aber gleich zu verstehen, dass er seine ganze Kraft der Firma zu geben hat. Gies wirft noch ein, dass er Frau Gerling als Künstlerin verehrt, lässt aber offen, ob er sie persönlich kennt. Er wird jedenfalls als Läufer und Bote, also Mädchen für Alles, mit Aufstiegschancen eingestellt.
Auch hier findet er wieder Leute, die ihm Geschichten aus dem Konzern erzählen und als Bote lernt er davon viele kennen. So wird extra ein Aufzug in Dr. Gerlings Büro freigeschaltet, falls er einmal im Hause ist. Auch sein Essen nimmt der in einem eigenen Salon ein, wo ihn ein Privatkellner im weißen Smoking bedient und alles nur, damit er mit keinem gewöhnlichen Angestellten zusammentrifft. Die Speiseräume sind grundsätzlich für alle Klassen abgestuft: Die gewöhnlichen Mitarbeiter essen in der Kantine, die Prokuristen im Gartenhaus und die Direktoren im Kasino. Eine Kollegin erzählt, dass sie entlassen werden soll, nur weil sie seine Stimme nicht gleich am Telefon erkannte und noch einmal nachfragte.
Als er eines Tages gefragt wird, ob er noch an seiner angegebenen Anschrift wohnt, bejaht er das. Doch am Vorabend soll er einen Kollegen vertreten und der, der ihn benachrichtigen soll, kann ihn unter der Adresse nicht finden. Es findet sich auch kein Mieter in dem Haus der ihn kennt, weshalb seine Kündigung bevorsteht. Günter Wallraff möchte nun mit einem Knall den Konzern verlassen und geht in seiner Botenuniform, in das den Direktoren vorbehaltene Kasino, um zu Mittag zu essen. Diese Aktion spricht sich sofort im Haus herum und er hat zum Abschied die Lacher auf seiner Seite.
Den Abschluss des Films bildet ein Sologesang des Liedermachers Dieter Süverkrüp, bei dem er sich mit der Gitarre begleitet.

## Produktion
Da er die drei Geschichten Fürstmönch Emmeram und sein Knecht W., Melitta-Report und Mahlzeit, Herr Direktor nach eigener Aussage in der Bundesrepublik nicht „unterbringen“ konnte, kam es zu dem Vertrag mit dem Fernsehen der DDR. Es entstanden drei kurze Schwarzweißfilme, unterbrochen durch Interview-Passagen mit Günter Wallraff, in denen er unter anderem erläuterte, unter welchen Gegebenheiten seine Reportagen entstanden waren.
Das Szenarium stammte von Gerhard Bengsch und die Dramaturgie lag in den Händen von Ottomar Lang.
Die erste Ausstrahlung erfolgte am 16. November 1975 im 1. Programm des Fernsehens der DDR.

## Kritik
Peter Berger stellt im Neuen Deutschland fest:

„Eine stärkere Komplexität beim Erfassen der bundesdeutschen Wirklichkeit wurde [daher] durch die außerordentlich geschickte Verknüpfung dramatischer mit journalistischen Gestaltungsmitteln und -ebenen angestrebt. Pressetexte, Tagebuchnotizen, Originalbefragungen, fanden, als dokumentarische Elemente deutlich ausgewiesen, Eingang in die Spielszene. Die persönliche Anwesenheit des Schriftstellers Günter Wallraff im Film steigerte die Beweiskraft der Filmszenen und zugleich auch die Teilnahme des Zuschauers.“

Mimosa Künzel schreibt in der Neuen Zeit fest:

„Im Steckbrief eines Unerwünschten geht es um Wahrheitsfindung, um hautnahe Auseinandersetzung mit der Wirklichkeit. Hier erlebten wir im Nachvollzug Aktionen eines Autors, der mit außergewöhnlichen, aufsehenerregenden Methoden zu Werke geht.“

In der Berliner Zeitung war von Gisela Herrmann zu lesen:

„Szenisch-dokumentarische Werke von solch inhaltlicher Wirkungskraft und künstlerisch gelungener Form sind auf unserem Bildschirm öfter erwünscht.“